# Thần tượng Bolero (mùa 1)
Mùa đầu tiên của Thần tượng Bolero, một cuộc thi ca hát tương tác truyền hình thực tế, bắt đầu từ ngày 28/1/2016 đến hết ngày 20/5/2016 trên kênh VTV3.
Chương trình làm theo khuôn mẫu và sản xuất dựa theo bản nhượng quyền từ chương trình truyền hình Anh Quốc Nation's best voice, sáng tạo và phát triển bởi Time Symphony.
Vào ngày 28 tháng 01 năm 2016, 4 giám khảo cho mùa đầu tiên đã được chọn. Đó là Quang Linh, Quang Dũng, Cẩm Ly và Đan Trường. Họ sẽ dẫn dắt một nhóm gồm 9 người qua 3 vòng thi là Tinh hoa, Thách đấu và Liveshow để tìm ra quán quân của chương trình Giải thưởng cho quán quân mùa đầu tiên là 500 triệu đồng.
Trong đêm chung kết diễn ra vào ngày 20 tháng 05 năm 2016, thí sinh Ngô Trung Quang của đội Đan Trường đã chiến thắng và là quán quân của Thần tượng Bolero mùa đầu tiên.

## Vòng Tinh hoa
Trong vòng Tinh hoa, các huấn luyện viên sẽ tiến hành "tuyển quân" để tìm cho mình một đội gồm 9 người. Khi họ thấy muốn "tuyển" thí sinh đó vào đội thì phải nhấn nút "TÔI CHỌN BẠN" trong khi phần thi của thí sinh chưa kết thúc. Nếu chỉ một huấn luyện viên quay lại, thí sinh sẽ về đội người đó. Nếu có nhiều huấn luyện viên quay lại, thí sinh được phép chọn lựa huấn luyện viên mình thích và huấn luyện viên cũng được phép dùng mọi cách để " chiêu mộ nhân tài" cho đội của mình. Huấn luyện viên đã đầy chỗ sẽ dừng tuyển trong khi các huấn luyện viên khác tiếp tục. Vòng Tinh hoa kết thúc ngay khi tất cả các huấn luyện viên dừng tuyển vì đủ chỗ. Ngoài ra, vòng Tinh hoa, mỗi HLV sẽ có 1 nút đỏ để cho 1 thí sinh mỗi đội vào thẳng vòng Liveshow mà không cần phải qua vòng Thách đấu.

### Tập 1 (28/01/2016)
| Giám khảo nhấn nút 'TÔI CHỌN BẠN' | Không Giám khảo nào nhấn 'TÔI CHỌN BẠN' | Thí sinh chỉ có một lựa chọn giám khảo | Giám khảo được chọn | Thí sinh được từ 2 giám khảo lựa chọn trở lên |

| Thứ tự | Thí sinh              | Bài hát dự thi (Sáng tác)                | Sự lựa chọn của thí sinh và giám khảo | Sự lựa chọn của thí sinh và giám khảo | Sự lựa chọn của thí sinh và giám khảo | Sự lựa chọn của thí sinh và giám khảo |
| Thứ tự | Thí sinh              | Bài hát dự thi (Sáng tác)                | Quang Linh                            | Quang Dũng                            | Cẩm Ly                                | Đan Trường                            |
| ------ | --------------------- | ---------------------------------------- | ------------------------------------- | ------------------------------------- | ------------------------------------- | ------------------------------------- |
| 1      | Nguyễn Thị Kim Cương  | Không bao giờ quên anh (Hoàng Trang)     | —                                     | —                                     | —                                     |                                       |
| 2      | Phúc Lâm              | Tiễn đưa (Lê Đức Long)                   |                                       |                                       | —                                     | —                                     |
| 3      | Trần Thị Hồng Quyên   | Bậu nhớ người thương (Nguyễn Ngọc Thạch) | —                                     | —                                     |                                       |                                       |
| 4      | Lê Biểu & Đức Long    | Sầu tím thiệp hồng (Minh Kỳ & Hoài Linh) | —                                     | —                                     | —                                     | —                                     |
| 5      | Huỳnh Thanh Vinh      | Đôi mắt người xưa (Ngân Giang)           |                                       | —                                     |                                       |                                       |
| 6      | Trương Phan Yên Nhiên | Điệu ví dặm là em (Quốc Nam)             |                                       |                                       | —                                     |                                       |
| 7      | Đinh Kiếm Hào         | Ngày em đi (Lam Phương)                  | —                                     |                                       | —                                     | —                                     |
| 8      | Nguyễn Duy            | Hoa trinh nữ (Trần Thiện Thanh)          |                                       |                                       |                                       |                                       |
| 9      | Mai Trọng Linh        | Đợi nàng (Phó Đức Phương)                |                                       | —                                     | —                                     | —                                     |
| 10     | Cao Công Nghĩa        | Một mình (Lam Phương)                    |                                       |                                       |                                       |                                       |

### Tập 2 (04/02/2016)
| Giám khảo nhấn nút 'TÔI CHỌN BẠN' | Không Giám khảo nào nhấn 'TÔI CHỌN BẠN' | Thí sinh chỉ có một lựa chọn giám khảo | Giám khảo được chọn | Thí sinh được từ 2 giám khảo lựa chọn trở lên |

| Thứ tự | Thí sinh              | Bài hát dự thi (Sáng tác)                   | Sự lựa chọn của thí sinh và giám khảo | Sự lựa chọn của thí sinh và giám khảo | Sự lựa chọn của thí sinh và giám khảo | Sự lựa chọn của thí sinh và giám khảo |
| Thứ tự | Thí sinh              | Bài hát dự thi (Sáng tác)                   | Quang Linh                            | Quang Dũng                            | Cẩm Ly                                | Đan Trường                            |
| ------ | --------------------- | ------------------------------------------- | ------------------------------------- | ------------------------------------- | ------------------------------------- | ------------------------------------- |
| 1      | Nguyễn Ngọc Minh Thảo | Người đi trong sương gió (Nguyễn Hữu Thiết) |                                       |                                       | —                                     | —                                     |
| 2      | Nguyễn Bảo Nam        | Câu chuyện đầu năm (Hoài An)                |                                       |                                       |                                       |                                       |
| 3      | Lê Thị Trúc Ly        | Bông điên điển (Hà Phương)                  | —                                     | —                                     | —                                     | —                                     |
| 4      | Trần Hằng             | Hiu hắt đời nhau (Lê Vũ)                    |                                       |                                       |                                       |                                       |
| 5      | Nguyễn Hoàng Thuận    | Giờ xa lắm rồi (Hoài Linh & Song Ngọc)      |                                       | —                                     | —                                     | —                                     |
| 6      | Ngô Huỳnh Minh Tâm    | Mười năm tình cũ (Trần Quảng Nam)           |                                       |                                       | —                                     |                                       |
| 7      | Trần Thị Phương Ý     | Hỏi nàng xuân (Hữu Minh & Nguyên Thảo)      |                                       | —                                     |                                       | —                                     |
| 8      | Lê Hoàng Nguyên       | Em về với người (Mạc Thế Nhân)              |                                       | —                                     | —                                     |                                       |
| 9      | Trần Ngọc Tánh Linh   | Trả lại thời gian (Thanh Sơn)               | —                                     | —                                     | —                                     | —                                     |
| 10     | Ngô Trung Quang       | Chờ đông (Trần Thiện Thanh)                 | —                                     |                                       |                                       |                                       |
| 11     | Nguyễn Mai Phương     | Diễm xưa (Trịnh Công Sơn)                   |                                       |                                       |                                       |                                       |

### Tập 3 (25/02/2016)
| Giám khảo nhấn nút 'TÔI CHỌN BẠN' | Không Giám khảo nào nhấn 'TÔI CHỌN BẠN' | Thí sinh chỉ có một lựa chọn giám khảo | Giám khảo được chọn | Thí sinh được từ 2 giám khảo lựa chọn trở lên |

| Thứ tự | Thí sinh           | Bài hát dự thi (Sáng tác)                  | Sự lựa chọn của thí sinh và giám khảo | Sự lựa chọn của thí sinh và giám khảo | Sự lựa chọn của thí sinh và giám khảo | Sự lựa chọn của thí sinh và giám khảo |
| Thứ tự | Thí sinh           | Bài hát dự thi (Sáng tác)                  | Quang Linh                            | Quang Dũng                            | Cẩm Ly                                | Đan Trường                            |
| ------ | ------------------ | ------------------------------------------ | ------------------------------------- | ------------------------------------- | ------------------------------------- | ------------------------------------- |
| 1      | Hà Thế Dũng        | Anh còn nợ em (Anh Bằng & Phan Thành Tài)  |                                       |                                       | —                                     |                                       |
| 2      | Trần Thanh Phương  | Hồng Ngự mang tên em (Tô Thanh Tùng)       |                                       |                                       |                                       |                                       |
| 3      | Lê Chinh           | Nhật ký hai đứa mình (Anh Bằng & Trúc Ly)  |                                       |                                       |                                       |                                       |
| 4      | Huỳnh Thật         | Buồn con sáo sậu (Minh Vy)                 |                                       |                                       | —                                     | —                                     |
| 5      | Trường Sơn         | Thứ bảy chiều nay (Ngọc Sơn)               |                                       |                                       | —                                     |                                       |
| 6      | Hồ Thị Phương Liên | Ngàn thu áo tím (Hoàng Trọng)              |                                       | —                                     |                                       |                                       |
| 7      | Võ Đình Phước      | Thành phố buồn (Lam Phương)                |                                       |                                       | —                                     |                                       |
| 8      | Lê Duy             | Chuyến tàu hoàng hôn (Minh Kỳ & Hoài Linh) | —                                     | —                                     | —                                     | —                                     |
| 9      | Nguyễn Tiến Vinh   | Hai vì sao lạc (Anh Việt Thu)              | —                                     | —                                     |                                       | —                                     |
| 10     | Đinh Thị Mỹ Linh   | Bài không tên cuối cùng (Vũ Thành An)      |                                       |                                       |                                       |                                       |

### Tập 4 (03/03/2016)
| Giám khảo nhấn nút 'TÔI CHỌN BẠN' | Không Giám khảo nào nhấn 'TÔI CHỌN BẠN' | Thí sinh chỉ có một lựa chọn giám khảo | Giám khảo được chọn | Thí sinh được từ 2 giám khảo lựa chọn trở lên |

| Thứ tự | Thí sinh            | Bài hát dự thi (Sáng tác)              | Sự lựa chọn của thí sinh và giám khảo | Sự lựa chọn của thí sinh và giám khảo | Sự lựa chọn của thí sinh và giám khảo | Sự lựa chọn của thí sinh và giám khảo |
| Thứ tự | Thí sinh            | Bài hát dự thi (Sáng tác)              | Quang Linh                            | Quang Dũng                            | Cẩm Ly                                | Đan Trường                            |
| ------ | ------------------- | -------------------------------------- | ------------------------------------- | ------------------------------------- | ------------------------------------- | ------------------------------------- |
| 1      | Trương Thị Hải      | Duyên phận (Thái Thịnh)                | —                                     | —                                     |                                       | —                                     |
| 2      | Nguyễn Quý Sỹ       | Nỗi lòng người đi (Anh Bằng)           | —                                     |                                       | —                                     | —                                     |
| 3      | Trần Thị Phương Anh | Tình người ngoại đạo (Phượng Linh)     |                                       |                                       |                                       |                                       |
| 4      | Đặng Thành Thiện    | Mùa thu không trở lại (Phạm Trọng Cầu) |                                       |                                       |                                       |                                       |
| 5      | Cao Lan             | Nỗi buồn hoa phượng (Thanh Sơn)        | —                                     |                                       | —                                     | —                                     |
| 6      | Nguyễn Phúc Cường   | Tình yêu trả lại trăng sao (Lê Dinh)   | —                                     | —                                     | —                                     | —                                     |
| 7      | Lê Duy Tuấn         | Chiều cuối tuần (Trúc Phương)          | —                                     | —                                     | —                                     | —                                     |
| 8      | Tạ Đình Nguyên      | Chuyện tình không dĩ vãng (Tâm Anh)    |                                       |                                       |                                       |                                       |
| 9      | Lê Bảo Toàn         | Cây đàn bỏ quên (Phạm Duy)             | —                                     |                                       | —                                     | —                                     |
| 10     | Hồ Ngọc Vàng        | Tiễn người đi (Đan Trường)             |                                       |                                       |                                       | —                                     |
| 11     | Nguyễn Viết Hà      | Hoa cài mái tóc (Thông Đạt)            |                                       |                                       |                                       |                                       |

## Vòng Thách đấu
Các huấn luyện viên huấn luyện các thành viên trong đội với sự trợ giúp của các cố vấn tin cậy mà họ mời. Các thí sinh sẽ được chọn một cách ngẫu nhiên với nhau để có những cặp đôi tại vòng thách đấu. Các huấn luyện viên có thể loại 1 trong 2 thí sinh trong 1 cặp đôi hoặc có thể loại nguyên 1 cặp đôi và nhận nguyên cặp đôi còn lại vào vòng Liveshow. Ngoài ra, 4 thí sinh của 4 đội đã được HLV bấm nút đỏ ở vòng Tinh hoa sẽ không tham gia thi đấu ở vòng này mà chỉ tham gia góp vui.
Danh sách cố vấn của các đội:
| Thứ tự | Đội HLV    | Cố vấn          |
| ------ | ---------- | --------------- |
| 1      | Quang Linh | Elvis Phương    |
| 2      | Quang Dũng | Lệ Quyên        |
| 3      | Cẩm Ly     | Trần Quang Hiển |
| 4      | Đan Trường | Đình Văn        |

     Thắng đối đầu do được HLV lựa chọn
     Thua đối đầu do không được HLV lựa chọn

### Tập 1 (10/03/2016)
| Thứ tự | Đội                     | Bài hát đối đầu (Sáng tác)                                                | Thí sinh 1     | Thí sinh 2  |
| ------ | ----------------------- | ------------------------------------------------------------------------- | -------------- | ----------- |
| 1      | Quang Dũng & Cẩm Ly     | Duyên quê (Hoàng Thi Thơ)                                                 | Mai Phương     | Thành Thiện |
| 2      | Quang Linh & Đan Trường | Phút cuối (Lam Phương)                                                    | Nguyễn Duy     | Mỹ Linh     |
| 3      | Cẩm Ly                  | Nối lại tình xưa (Vinh Sử)                                                | Thanh Phương   | Khánh Vinh  |
| 4      | Cẩm Ly                  | Vùng lá me bay (Trần Quang Lộc)                                           | Nguyễn Thị Hảo | Phương Ý    |
| 5      | Cẩm Ly                  | Định mệnh & Ngày buồn (Song Ngọc - Lam Phương)                            | Tiến Vinh      | Công Nghĩa  |
| 6      | Cẩm Ly                  | Được tin em lấy chồng - Yêu người như thế đó (Châu Kỳ - Trần Thiện Thanh) | Bảo Nam        | Đình Nguyên |

### Tập 2 (17/03/2016)
| Thứ tự | Đội        | Bài hát đối đầu (Sáng tác)                  | Thí sinh 1 | Thí sinh 2 |
| ------ | ---------- | ------------------------------------------- | ---------- | ---------- |
| 1      | Quang Dũng | Linh hồn tượng đá (Lê Minh Bằng)            | Minh Tâm   | Quý Sỹ     |
| 2      | Quang Dũng | Sang ngang & Sầu lẻ bóng (Đỗ Lễ - Anh Bằng) | Trần Hằng  | Cao Lan    |
| 3      | Quang Dũng | Thương hoài ngàn năm (Phạm Mạnh Cương)      | Phúc Lâm   | Lê Toàn    |
| 4      | Quang Dũng | Đèn khuya (Lam Phương)                      | Kiếm Hào   | Minh Thảo  |
| 5      | Đan Trường | Gõ cửa trái tim (Vinh Sử)                   | Thế Dũng   | Hồng Quyên |
| 6      | Đan Trường | Nếu một ngày & Ảo ảnh (Khánh Băng - Y Vân)  | Lê Chinh   | Viết Hà    |

### Tập 3 (24/03/2016)
| Thứ tự | Đội        | Bài hát đối đầu (Sáng tác)          | Thí sinh 1  | Thí sinh 2   |
| ------ | ---------- | ----------------------------------- | ----------- | ------------ |
| 1      | Đan Trường | Ca dao em và tôi (An Thuyên)        | Kim Cương   | Yên Nhiên    |
| 2      | Đan Trường | Mùa đông của anh (Trần Thiện Thanh) | Trung Quang | Hoàng Nguyên |
| 3      | Quang Linh | Nếu chúng mình cách trở (Tú Nhi)    | Đình Phước  | Phương Anh   |
| 4      | Quang Linh | Đêm tóc rối (Hàn Châu)              | Trọng Linh  | Hoàng Thuận  |
| 5      | Quang Linh | Ai ra xứ Huế (Duy Khánh)            | Ngọc Vàng   | Phương Liên  |
| 6      | Quang Linh | Thói đời (Trúc Phương)              | Huỳnh Thật  | Trường Sơn   |

## Vòng Liveshow (Biểu diễn trực tiếp)

### Liveshow 1 (31/03/2016) -  Đêm hát tự do
Liveshow 1 là đêm biểu diễn của 20 thí sinh của 4 đội huấn luyện viên Quang Linh, Quang Dũng, Cẩm Ly và Đan Trường theo hình thức song ca hoặc tam ca. Kết quả thí sinh ở lại, đi tiếp sẽ được công bố vào liveshow 2 được xác định theo quy tắc:
- 2 thí sinh có tỉ lệ bình chọn cao nhất mỗi đội sẽ được vào thẳng vòng tiếp theo.
- 2 thí sinh được huấn luyện viên chọn từ 3 thí sinh còn lại sẽ được vào vòng tiếp theo.
- 1 thí sinh không có lượng bình chọn trong top 2 và không được huấn luyện viên lựa chọn sẽ phải tạm dừng cuộc chơi.

| Quang Linh                           |                                                   |                                            |                                   |  |  |  |
| Phương Anh & Huỳnh Thật & Trường Sơn | Chuyện ba người & Chuyện hẹn hò & Biết nói gì đây | Quốc Dũng - Trần Thiện Thanh - Huỳnh Anh   |                                   |  |  |  |
| Mỹ Linh & Đình Phước                 | Tình nghĩa đôi ta chỉ thế thôi                    | Lam Phương                                 |                                   |  |  |  |
| Quang Dũng                           | Mai Phương & Phúc Lâm                             | Hoa nở về đêm                              | Mạnh Phát                         |  |  |  |
| Quang Dũng                           | Minh Thảo & Trần Hằng & Quý Sỹ                    | Tình đời (Duyên Kiếp Cầm Ca) & Phận tơ tằm | Minh Kỳ & Vũ Chương - Hồ Tịnh Tâm |  |  |  |
| Quang Dũng                           |                                                   |                                            |                                   |  |  |  |
| Cẩm Ly                               | Thành Thiện & Công Nghĩa & Đình Nguyên            | Trong tầm mắt đời & Éo le cuộc đời         | Tú Nhi - Thái Khang               |  |  |  |
| Cẩm Ly                               | Bảo Nam & Thanh Vinh                              | Tiễn biệt & Trộm nhìn nhau                 | Tô Thanh Tùng - Trầm Tử Thiêng    |  |  |  |
| Cẩm Ly                               |                                                   |                                            |                                   |  |  |  |
| Đan Trường                           | Trung Quang & Nguyễn Duy                          | Cô hàng xóm & Đập vỡ cây đàn               | Lê Minh Bằng - Lê Mộng Bảo        |  |  |  |
| Đan Trường                           | Hồng Quyên & Yên Nhiên & Lê Chinh                 | Đà Lạt hoàng hôn & Thương về miền đất lạnh | Minh Kỳ                           |  |  |  |